# 大西利佳子
大西 利佳子（おおにし りかこ、1974年6月- ）は、日本の経営者。株式会社コトラ代表取締役社長。

## 経歴
慶應義塾中等部、慶應義塾女子高等学校を経て、1997年に慶應義塾大学経済学部経済学科を卒業後（大学在学中は飯野靖四ゼミ（財政学）、體育會ゴルフ部に所属しており、ゴルフ部では主将を務めた）、日本長期信用銀行に入行。長銀証券に出向しマーケット業務従事後、事業法人担当として、融資、金融商品アレンジ業務などを担当。新生銀行になってからは、事業法人本部にて営業企画業務に従事。2002年10月株式会社コトラ設立、代表取締役就任。

## 重要な兼職
内閣府大臣官房政府広報 政府広報アドバイザー（2022年-現在）
文部科学省 アントレプレナーシップ推進大使（2024年5月-現在）
株式会社ベルパーク 社外取締役（2017年3月-現在）
株式会社東和銀行 社外取締役（2019年6月-2025年6月）
株式会社キーストーンパートナース 社外取締役（2021年12月-現在）
株式会社マーキュリアホールディングス　社外取締役（2023年3月-現在）
マテリアルグループ株式会社 社外取締役（監査等委員）（2022年4月-2024年11月）

## 受賞歴
2023.11.20　第4回東京女性経営者アワード【持続経営部門】受賞

## メディア出演・寄稿・講演実績
2023.10.23　ラジオ番組『軽井沢ラジオ大学』
2023.08.28　金融財政事情研究会『第46回金融機関人材開発シンポジウム』登壇
2023.08.08　月刊総務『ハイクラス人材の紹介や人的資本コンサルティングで組織の課題解決に貢献』
2023.06.08　毎日新聞『カムバックは当たり前？日本型雇用に変化あり』
2023.06.06　夕刊フジ『個人の”全力”を後押し　能力開発できる組織へ　プロフェッショナル人材紹介事業』
2023.05.18　anow『組織づくりのプロが語る〜イノベーションと社会貢献意識から考える多様性とは』
2023.05.17　創業手帳『プロフェッショナル人材の採用支援で社会に好循環を生み出す』
2023.03.24　人材業界メディア【HRog】『人的資本開示、どう進めればいい？　全企業が今からデータ収集しておくべき理由』
2023.03.06　財界ONLINE『金融機関に求められる「人的資本経営」への転換』
2023.02.22　財界[ずいひつ]『金融機関に求められる「人的資本経営」への転換』
2023.02.21　野村證券 機関投資家セミナー『金融が変われば日本が変わる』
2023.02.13　三田評論『【特集：日本の“働き方”再考】プロ人材を活用する組織、プロになれる人材』
2023.02.10　日経産業新聞『「プロ人材、どう採用？」 目標と必要な仕事を精査』
2023.02.02　＠DIME『管理職になりたくない？女性の社会進出と現実とのギャップを埋めるために必要なこと』
2023.02.01　金融経済新聞『人的資本経営対応待ったなし　研究会地域金融も参加を』
2023.02.01　先端教育オンライン『価値創出の源泉は「人」、持続可能を志す組織が人を惹きつける』
2023.01.24　金融財政事情『銀行業界を「オワコン」にさせない人的資本経営「付加価値を増やす」という同じゴールを労使で目指せ』
2023.01.16　金融財政事情『採用手法の多様化と待遇面の工夫が「専門人材」確保のカギ』
2023.01.13　スタタイ『20年以上黒字経営を続け、売上は20億円以上。非上場で成長を続けるコトラの創業者に企業初期の話を聞いた』
2022.12.09　Forbes『転職戦線、異状あり。プロフェッショナル人材の採用が7倍に』
2022.12.07　ONONA　SALON『「仕事と育児が両立できない」しなくていいんです！プロが指摘する頑張らなくていいものが意外すぎる
2022.10.31　Bloomberg『３メガ銀、コロナ一服でも在宅勤務を有効活用-米金融街は出社回帰へ』
2022.10.26　日経financial『「ヒーロー・ヒロイン型」への転換を、経営者に責務　銀行員の資本論「人的資本経営」（後編）』
2022.10.19　日経financial『付加価値を測定する力、人的本開示の意味「人的資本経営」（前編）』
2022.10.12　日経financial『私が長銀を辞めたワケ、人的資本の健全性を　銀行員の資本論「離職問題」（前編）』
2022.10.06　日経financial『若手離職のワケ、かすむ「30年後の支店長」　銀行員の資本論「離職問題」（前編）』
2022.09.29　Bloomberg『３メガ銀が中途採用を400人に倍増-専門人材確保へ報酬上乗せも』